# Linda Keen
Linda Jo Goldway Keen (nascida em 9 de agosto de 1940 na cidade de Nova York) é matemática e bolsista da American Mathematical Society. Desde 1965, ela é professora do Departamento de Matemática e Ciência da Computação do Lehman College da City University of New York e professora de Matemática do The Graduate Center da City University of New York.